# Palacio de Justicia del Condado de DeKalb (Georgia)
El Palacio de Justicia del Condado de DeKalb en Decatur, Georgia fue el antiguo Palacio de Justicia del condado de DeKalb y fue agregado al Registro Nacional de Lugares Históricos en 1971.